# تسنيط
التسميط عند الشعراء هو تصيير كل بيت أربعة أقسام، ثلاثتها على سجع واحد مع مراعاة القافية في الرابع؛ إلى أن تنقضي القصيدة، كقول جنوب الهذلية: